# 飯高郡
飯高郡為過去日本三重縣轄下的郡，已於1896年4月1日與飯野郡合併為飯南郡。
在1879年實施郡區町村編制法時的轄區包括現在的松阪市除東北部、東南部以外的大部分地區，及多氣町的下出江、上出江地區。

## 歷史
「飯高」的名稱來自9世紀前即在本地的豪族飯高氏，12世紀被捐給伊勢神宮成為神郡，不過在14世紀南北朝時代後，北畠氏在伊勢國崛起而被北畠氏所支配。
江戶時代後成為紀州德川家紀伊藩領地，19世紀末明治維新實施廢藩置縣後，最初隸屬和歌山縣；1872年的第一次府縣整併中，改劃入度會縣，但在1876年的第二次整併中又隨著度會縣一同併入三重縣。
在1879年實施郡區町村編製法時，正式的設置了近代的行政區劃「飯高郡」，並在松阪城下（位於現在的松阪市）設置「飯高飯野郡役所」，同時負責管轄飯高郡和飯野郡。

### 沿革

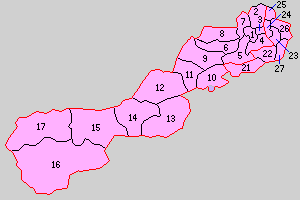
1889年飯高郡轄下的行政區劃：
1.松阪町、2.港村、3.鈴止村、4.神戶村、5.花岡村、6.松尾村、7.松江村、8.伊勢寺村、9.大河內村、10.茅廣江村、11.大石村、12.柿野村、13.粥見村、14.宮前村、15.川俁村、16.森村、17.波瀨村
（桃色：現屬松阪市、紫色：現屬多氣町、21 - 27屬飯野郡）

- 1889年4月1日：實施町村制，飯野郡下設：松阪町、港村（日语：港村_(三重県)）、鈴止村（日语：鈴止村）、神戶村（日语：神戸村 (三重県飯南郡)）、花岡村（日语：花岡町 (三重県)）、松尾村（日语：松尾村 (三重県)）、松江村（日语：松江村 (三重県)）、伊勢寺村（日语：伊勢寺村）、大河內村（日语：大河内村 (三重県)）、茅廣江村（日语：茅広江村）、大石村（日语：大石村 (三重県)）、柿野村（日语：柿野町）、粥見村（日语：粥見町）、宮前村（日语：宮前村 (三重県)）、川俁村（日语：川俣村 (三重県)）、森村（日语：森村 (三重県)）、波瀨村（日语：波瀬村）。（1町16村）
- 1896年4月1日：日本實施郡制（日语：郡制），飯野郡和飯高郡合併為飯南郡。[2]